# Pic de Montferrat
Il Pic de Montferrat è una montagna dei Pirenei, situata presso la frontiera franco-spagnola, facente parte del massiccio del Vignemale: è una delle vette pirenaiche che supera i 3.000 metri.

## Storia e descrizione
La prima ascesa del Pic de Montferrat è avvenuta il 1º agosto 1792, ad opera di alcuni pastori della zona, che costruirono sulla sommità una piccola torretta, su richiesta di Louis-Philippe Reinhart Junker, in modo tale da ben definire il confine tra Francia e Spagna.
Alto 3.219 metri, il Pic de Montferrat si trova nel dipartimento degli Alti Pirenei, tra i paesi di Cauterets e Gavarnie, nell'arrondissement di Argelès-Gazost, nel parco nazionale dei Pirenei. Sulle sue pendici scorre, nella parte nord, il ghiacciaio d'Ossoue, mentre a sud-est, il piccolo ghiacciaio del Montferrat.